# Simple Minds
A Simple Minds egy skót alternatív rock együttes Glasgowból. Az együttest 1977-ben alapították. Egyik legnagyobb sikert hozó albumuk az 1982-ben megjelent New Gold Dream (81/82/83/84), amely szerepel az 1001 lemez, amit hallanod kell, mielőtt meghalsz című könyvben. Magyarországon csak egyszer léptek fel, 1998-ban a siófoki Coca Cola Beach House színpadán.

## Diszkográfia
Stúdióalbumok:
- Life in a Day (1979)
- Real to Real Cacophony (1979)
- Empires and Dance (1980)
- Sons and Fascination/Sister Feelings Call (1981)
- New Gold Dream (81/82/83/84) (1982)
- Sparkle in the Rain (1984)
- Once Upon a Time (1985)
- Street Fighting Years (1989)
- Real Life (1991)
- Good News from the Next World (1995)
- Néapolis (1998)
- The Early Years 1977-1978 (1998)
- Our Secrets Are the Same (2000)
- Neon Lights (2001)
- Cry (2002)
- Black & White 050505 (2005)
- Graffiti Soul (2009)
- Big Music (2014)
- Acoustic (2016)
- Walk Between Worlds (2018)
- Direction Of The Heart (2022)

Koncertlemezek:
- Live In The City Of Light (1987)
- Real Live 91 (1998)
- Simple Minds Live Volume One (2007)
- Simple Minds Live Volume Two (2007)
- 5x5 Live (2012)
- Celebrate - Live At The SSE Hydro Glasgow (2015)
- Live Big Music Tour 2015 (2015)
- Acoustic In Concert (2017)
- Live In The City Of Angels (2019)

Válogatáslemezek:
- Themes for Great Cities (Definitive Collection 79-81 (1981)
- Celebration (1982)
- Glittering Prize 81/92 (1992)
- The Best Of Simple Minds (2001)
- Early Gold (2003)
- Silver Box (2004)
- Celebrate - The Greatest Hits (2013)
- Icon (2013)
- 40: The Best Of 1979-2019 (2019)

## Fordítás
- Ez a szócikk részben vagy egészben  a   Simple Minds című angol Wikipédia-szócikk fordításán alapul.  Az eredeti cikk szerkesztőit annak laptörténete sorolja fel. Ez a jelzés csupán a megfogalmazás eredetét és a szerzői jogokat jelzi, nem szolgál a cikkben szereplő információk forrásmegjelöléseként.